# Mlijiw
Mlijiw (ukr. Мліїв) – wieś na Ukrainie, w obwodzie czerkaskim, w rejonie czerkaskim. W 2001 liczyła 4330 mieszkańców, spośród których 4199 posługiwało się językiem ukraińskim, 102 rosyjskim, 5 mołdawskim, 4 białoruskim, 19 ormiańskim, a 1 innym.